# 경제백서
경제백서(經濟白書)는 기획재정부가 일정기간 일반적으로 1년 동안에 이룩한 국민경제 지역경제 및 경제단체가 정부정책·조치의 실적과 그에 대한 평가를 서술하여 2004년부터 매년 발간하는 보고서 형태의 백서이다.

## 연혁
- 2004년 (99년판) 첫 번째 경제백서 발간.
- 2006년 두 번째 경제백서 발간.
- 2007년 세 번째 경제백서 발간.
- 2008년 네 번째 경제백서 발간.
- 2010년 다섯 번째 경제백서 발간.
- 2011년 여섯 번째 경제백서 발간.
- 2012년 일곱 번째 경제백서 발간.
- 2013년 여덟 번째 경제백서 발간.
- 2014년 아홉 번째 경제백서 발간.
- 2015년 열 번째 경제백서 발간.
- 2016년 열한 번째 경제백서 발간.
- 2018년 열두 번째 경제백서 발간.
- 2019년 열세 번째 경제백서 발간.
- 2020년 열네 번째 경제백서 발간.
- 2021년 열다섯 번째 경제백서 발간.
- 2022년 열일곱 번째 경제백서 발간.
- 2023년 열여덟 번째 경제백서 발간예정.

## 같이 보기
- 백서
- 외교백서
- 국방백서
- 통일백서
- 환경백서
- 보건복지백서